# غيليس مورين
غيليس مورين هو سياسي كندي، ولد في 20 يوليو 1931 في دولبو ميستاسيني في كندا. حزبياً، نشط في الحزب الليبرالي في أونتاريو ‏. وقد انتخب عضو برلمان مقاطعة أونتاريو.